# باسيل فابر
باسيل فابر (بالألمانية: Basilius Faber)‏ هو مدرس ألماني، ولد في 1520 في Żary ‏ في بولندا، وتوفي في 1575 في إرفورت في ألمانيا.